# Weinstadel
Dom wina (Weinstadel) – gotycki budynek położony w Norymberdze przy placu Maxplatz oraz nad rzeką Pegnitz, służył pierwotnie jako szpital, potem jako skład wina a obecnie jako akademik. Dom długi na 48 m jest największym budynkiem o konstrukcji ryglowej (pot. mur pruski) w Niemczech.